# Apertur
En apertur (inom fotografi kallad bländare) är en öppning, speciellt där dess dimension bestämmer vad som kan passera eller inte. Uttrycket används inom fackspråk inom flera olika ämnen, framförallt inom optik och fotografi (i det senare fallet, se bländare). 